# (31538) 1999 DM1
1999 DM1 (asteroide 31538) é um asteroide da cintura principal. Possui uma excentricidade de 0.26315980 e uma inclinação de 25.07596º.
Este asteroide foi descoberto no dia 17 de fevereiro de 1999 por LINEAR em Socorro.